# Aeger
Aeger ist eine ausgestorbene Gattung der Zehnfußkrebse (Decapoda). Vertreter der Gattung existierten nahezu während der gesamten Spanne des Mesozoikums von der Trias- bis in die Kreidezeit. Es sind insgesamt 21 Spezies der Gattung Aeger bekannt.

## Name
Die Gattung Aeger wurde 1839 von Georg zu Münster benannt. Synonym dazu ist Proaeger nach Langenhan (1910).

## Beschreibung
Das Tier ähnelt sehr einer heutigen Garnele und konnte eine Länge von acht Zentimetern erreichen.
Spezies der Aeger unterscheiden sich hauptsächlich durch den Stachel auf ihrem Rostrum an der Vorderseite des Kopfes. Während einige Spezies ausschließlich einen langen Stachel auf der Unterseite des Rostrums haben, haben andere wenige oder keine subrostralen Stacheln, dafür aber Stachel auf der Oberseite des Rostrums. Wieder andere haben ein sehr kurzes Rostrum und keine Stacheln.
Die Schreitbeine, auch Pereiopode genannt, der Aeger werden vom ersten bis zum dritten Schreitbein länger, das Vierte und Fünfte sind am längsten und sehr dünn. Das dritte Schreitbein bildet außerdem lange Scheren oder Klauen (Chelae) aus.
Die Aeger unterscheiden sich von den Acanthochirana, die ebenfalls zur Familie der Aegeridae gehören, durch ihre langen hinteren Beine. Bei Acanthochirana ist das dritte Bein am längsten.
Aeger haben außerdem charakteristische dritte Maxillipeden, die deutlich länger sind als die Schreitbeine und über lange bewegbare Stacheln verfügen.

## Klassifikation
Die Aeger haben als Stamm die Arthropoda (Gliederfüßer). Sie gehören zur Klasse der Malacostraca (Höhere Krebse) und zur Ordnung der Decapoda (Zehnfußkrebse). Ihre Familie sind die Aegeridae.

## Alter und Fundstellen
- Untertrias, Olenek, in den USA in Idaho, Georgetown (Paris Biota), Aeger sp.
- Mitteltrias, Anis, China (Yunnan), Aeger luxii
- Obertrias, Karn, Österreich, Aeger straeleni
- Obertrias, Karn, Italien, Aeger crassipes, Aeger straeleni
- Obertrias, Nor, Italien (Lombardia), Aeger sp.
- Obertrias, Rhät, Vereinigtes Königreich, England, Aeger sp.
- Unterjura, Hettang, Vereinigtes Königreich, England, Aeger brodiei, Aeger marderi
- Unterjura, Sinemur, Vereinigtes Königreich, England, Aeger laevis
- Unterjura, Sinemur, Italien, Aeger elongatus, Aeger macropus, Aeger muensteri, Aeger robustus, Aeger rostrospinatus, Aeger sp.
- Mitteljura, Aalen, Schweiz, Aeger sp.
- Mitteljura, Callov, Frankreich, Aeger brevirostris
- Oberjura, Kimmeridge, Deutschland (Baden-Württemberg), Aeger tipularis
- Oberjura, Kimmeridge, Deutschland (Bayern), Aeger tipularis, Aeger elegans
- Oberjura, Tithon, Deutschland (Bayern), Aeger spinipes, Aeger tipularis, Aeger insignis
- Oberjura, Tithon, Frankreich (Midi-Pyrénées), Aeger sp.
- Unter- bis Oberkreide, Alb/Cenoman, Mexico (Hidalgo), Aeger hidalguensis
- Oberkreide, Cenoman, Libanon, Aeger libanensis

## Forschungsgeschichte
Die Aeger wurden 1839 von Georg zu Münster benannt. Sie wurden zunächst der Familie Penaeidae zugeteilt. 1963 erstellt Burkenroad die Familie der Aegeridae, welcher die Gattungen Aeger und Acanthochirana untergeordnet werden.
Die Aeger wurden 2002 der Ordnung der Decapoda (Zehnfußkrebse) zugeordnet.

## Ökologie
Die Aeger waren nektonische Fleischfresser, das heißt sie konnten aktiv und strömungsunabhängig schwimmen. Ihre Zusammensetzung besteht aus Chitin. Ihre Sicht war gut ausgebildet.

## Spezies
- Aeger brevirostris
- Aeger brodiei
- Aeger elegans
- Aeger elongatus
- Aeger foersteri
- Aeger fraconicus
- Aeger gracilis
- Aeger hidalguensis
- Aeger insignis
- Aeger laevis
- Aeger lehmanni
- Aeger libanensis
- Aeger luxii[1]
- Aeger macropus
- Aeger marderi
- Aeger muensteri
- Aeger robustus
- Aeger rostrospinatus
- Aeger spinipes
- Aeger straeleni
- Aeger tipularius